# A905 road
Die A905 road ist eine A-Straße in den schottischen Council Areas Stirling und Falkirk.

## Verlauf
Die A905 beginnt an einem Kreisverkehr entlang der A9 im Zentrum von Stirling. Sie verlässt Stirling in südöstlicher Richtung. Am Ostrand von Stirling kreuzt sie die A91 (Bannockburn–St Andrews) und bindet weiter östlich die am Südufer des Forth gelegenen Ortschaften Fallin und Throsk an das Fernstraßennetz an. Jenseits von Throsk erreicht die A905 die Council Area Falkirk. Sie dreht sukzessive in südliche Richtung ab und erreicht jenseits von Dunmore die Kleinstadt Airth.
Die A905 quert die M876 an deren Übergang in die A876 südlich der Kincardine Bridge. Den Carron querend, verläuft die A905 weitgehend parallel der M9 zwischen Falkirk und Grangemouth. Während die am Westrand von Grangemouth kreuzende A904 durch die westlichen und nördlichen Gebiete der Kleinstadt verläuft, führt die A905 entlang des Südrands und endet jenseits der Querung des Avon östlich von Grangemouth an der A904 (Falkirk–South Queensferry). Ihre Gesamtlänge beträgt 24,9 km.

## Umgebung
Entlang der A905 befinden sich drei Bauwerke, die in den schottischen Denkmallisten in der Kategorie B gelistet sind. Am Nordrand von Airth liegt die North Church. Das neogotische Gebäude stammt aus den 1820er Jahren. Am Südrand von Airth flankiert ein denkmalgeschütztes Tor die Zufahrt zu dem spätmittelalterlichen Airth Castle. Die Zufahrt wurde um 1800 erbaut. Nördlich von Skinflats passiert die A905 die denkmalgeschützte Howkerse Farm. Das Bauernhaus stammt aus den 1730er Jahren.